# چائیرباشی (گوله)
چائیرباشی (به ترکی استانبولی: Çayırbaşı) یک منطقهٔ مسکونی در ترکیه است که در گوله (شهر) واقع شده‌است.